# Вторжение: Битва за рай

Кадр из фильма. Слева направо: Крис, Фиона, Ли, Элли и Гомер

«Вторжение: Битва за рай» (англ. Tomorrow, When the War Began, дословно — «Завтра, когда началась война») — австралийский приключенческий фильм 2010 года, снятый режиссёром Стюартом Битти по собственному сценарию, основанному на одноимённом романе Джона Марсдена. История рассказывается от лица семнадцатилетней девушки по имени Элли Линтон — одной из семерых подростков, ведущих партизанскую войну против вторгшихся войск некой иностранной державы в их вымышленном родном городе Уирроуи в Австралии.
Производство началось в сентябре 2009. Основные съёмки начались 28 сентября 2009 и закончились 6 ноября 2009. Съёмки велись в Хантер Риджен и Голубых горах в Новом Южном Уэльсе.
31 марта 2010 был выпущен трейлер фильма. Фильм вышел в Австралии и Новой Зеландии 2 сентября 2010 и 8 апреля 2010 в Великобритании. В России и странах СНГ премьера состоялась 24 февраля 2011 года.

## Сюжет
Фильм начинается с видеозаписи Элли. Она снимает себя на камеру, чтобы поведать их историю, и предлагает всё рассказать сначала.
Ученица старшей школы Элли (Кэйтлин Стэйси) отправляется в поездку на природу со своими шестерыми друзьями: близкой подругой детства Корри (Рэйчел Хёрд-Вуд), её парнем Кевином, ближайшим соседом Элли Гомером, давним знакомым из средней школы Ли, подругами Робин и Фи. Заехав на «Лендровере» родителей Элли в горы, дальше они путешествуют пешком в отдалённую горную долину, известную как Ад.
Во время их первой ночёвки в лесу Элли просыпается и видит в небе множество военных самолётов. После возвращения в город группа находит свои дома оставленными, а собаку Элли мертвой. Интернет и ТВ отключены, радио и телефоны молчат. С холма близ дома Робин ребята видят, что единственные электрические огни в городе горят в больнице и на площади. Элли, Корри и Кевин идут на разведку и обнаруживают, что все жители города согнаны на площадь, окружённую колючей проволокой и сторожевыми вышками с прожекторами. Они видят человека, которого вражеский солдат убивает выстрелом в голову, и в ужасе убегают, будучи захваченными прожектором. Кевин бежит первым, бросив девушек на произвол судьбы. Они бегут, их преследуют солдаты на заднем дворе дома. Элли поджигает и взрывает топливный бак бензиновой газонокосилки, убив преследователей. Одним из этих солдат оказалась девушка-азиатка, примерно ровесница Элли. Та берёт её автомат и уходит с Кевином и Корри.
По возвращении в дом Корри они обнаруживают, что Ли и Робин пропали. Элли и Корри видят австралийский реактивный истребитель F/A-18, который сбивают чужие самолёты. Пока группа собирается внутри, чтобы спланировать своё возвращение в Ад, вражеский вертолёт тщательно осматривает дом. Пса Кевина чуть не убивают, солдат в вертолёте видит Гомера. Гомер стреляет из автомата и разбивает фару вертолёта. Вертолёт улетает, пометив дом огнями. Ребятам едва удаётся спастись, когда сброшенная с самолёта бомба разносит дом.
Этой же ночью Элли и Гомер незаметно идут назад в город и находят Робин в своём доме. Ли был ранен в ногу, его осматривает доктор Клементс (Колин Фрилс), местный дантист, который сообщает им, что вторгшиеся силы переезжают на своих транспортных средствах и перевозят оборудование с судов, пришвартованных в заливе Коблерс, по мосту Уирроуи Бридж. После краткой перестрелки с патрулём и бегства на мусоровозе от вражеских багги Робин, Гомер, Ли и Элли обсуждают в доме Корри, как им действовать дальше. Они решают вернуться в Ад.
По пути они останавливаются в случайном доме и встречают своего школьного товарища Криса, который сильно обкурен и понятия не имеет, что началась война. Крис присоединяется к группе. Они возвращаются в Ад с планами использовать долину в качестве уединённого укрытия, где вражеские силы не найдут их. Там они слышат радиопередачу, рассказывающею, что в Австралию вторглись войска некой Коалиции, полагающей, что она имеет право на обширные природные ресурсы Австралии. Передача также говорит, что одним из трёх главных портов, используемых, чтобы доставить новых солдат в страну, является соседний залив Коблерс.
Группа возвращается в Уирроуи и придумывает план, как взорвать мост. Элли и Фиона угоняют бензовоз с муниципального склада. Они рассчитывают поставить его под мостом и ждать, пока остальная часть команды займёт свои позиции. Будучи обнаруженными охранниками, они мчатся, чтобы привести бензовоз под мост. План чётко продуман: Гомер и Ли пугают стадо скота, чтобы оно побежало на мост, вынуждая дежурящих там охранников покинуть свои посты, тем самым давая Элли и Фи возможность беспрепятственно загнать бензовоз под мост. Вместе им удаётся взорвать бензовоз, который полностью разрушает мост. Однако Корри подстрелили во время бегства на мотоцикле. Вся группа возвращается в дом.
Несмотря на явный риск, Кевин решает отвезти Корри в больницу и остаться с ней, поскольку любит её. Группа возвращается в Ад. На этом Элли заканчивает свою видеозапись, показав продолжающуюся партизанскую войну, желание бороться и всё же стать победителями в этой борьбе.
Финал картины остаётся открытым.

## В ролях
- Кейтлин Стэйси — Элли Линтон
- Рэйчел Хёрд-Вуд — Корри Маккензи
- Линкольн Льюис — Кевин Холмс
- Дениз Акдениз — Гомер Яннос
- Фиби Тонкин — Фиона Максвелл
- Крис Пэнг — Ли Тэккэн
- Эшли Каммингс — Робин Мэтэрс
- Энди Райан — Крис Ланг
- Колин Фрилс — Доктор Клемент
- Дон Хэлберт — Господин Линтон
- Оливия Пиджот — Госпожа Линтон
- Стивен Боерк — Полицейский
- Келли Батлер — Госпожа Максвелл
- Джулия Йон — Госпожа Тэккам
- Датчанин Карсон — Господин Мэтэрс
- Мэтью Дэйл — Господин Коулс
- Гари Куей — Старший солдат
- Майкл Камиллери — Водитель бензовоза

## Производство
Съёмка началась в Хантер Риджен в Новом Южном Уэльсе, Австралия, 28 сентября 2009 — прекрасном месте для экранизации книги Джона Марсдена. Рэймонд Террес был выбран в качестве главного места для съёмок фильма, поскольку это — «большой провинциальный город». Историческая Кинг Стрит, главная улица города, была преобразована из привычно тихого места в Мэйн Стрит в Уирроуи. Создатели фильма начали преобразование улицы в сентябре 2009, включая кинотеатр «Уирроуи Синема» и тайский ресторан семьи Ли. Съёмка началась на Кинг Стрит в начале октября 2009 и продолжалась до 27 октября 2009. Съёмки в других местах города закончились 6 ноября 2009.
Съёмки в горной местности, включая Мэйтлэнд, Голубые Горы и мост Ласкинтайр, закончились в апреле 2010. Взрыв дома и моста был снят в Тэрри Хиллс в северном Сиднее.

## Музыка
Специально для фильма была написана песня «Tomorrow», которая поступила в продажу на iTunes 31 августа 2010 года. Песня была написана Ником Цестером (англ. Nic Cester) из группы Jet и Тимом Роджерсом (англ. Tim Rogers ) из группы You Am I вместе с композиторами картины Джонни Климеком и Рейнхольдом Хейлом. Исполнили песню Ник Цестер, Дэйви Лейн (англ. Davey Lane) из группы You Am I и Kram из группы Spiderbait.
Продюсер Эндрю Мэйсон заявил: «Мы хотели, чтобы фильм заканчивался мощным гимном всему тому, что мы показали!». Первое обсуждение произошло в январе 2010, но лишь в марте того же года Ник Цестер понял, какой будет песня, увидев фрагмент фильма.
Также в фильме звучали песни:
1. Bob Evans — «Don’t You Think It’s Time»
2. Jet — «Black Hearts (On Fire)»
3. Missy Higgins — «Steer»
4. Powderfinger — «Poison In Your Mind»
5. The Cruel Sea — «Honeymoon Is Over»
6. The Temper Trap — «Fader»
7. Wolfmother — «Cosmic Egg»
8. Sarah Blasko — «Flame Trees»

## Релиз

### Кассовые сборы
Несмотря на расхождение кассовых сборов с его бюджетом в 27 млн $, фильм был очень популярен в Австралии и Новой Зеландии среди кассовых сборов, хотя и на международном уровне он был гораздо менее успешным. В Австралии фильм дебютировал на 1-м месте по сборам. Они составили 3,86 млн $ в течение первого уик-энда. В течение двух недель фильм собрал более 7,7 млн $ в Австралии, тем самым став самым кассовым кино на их землях за 2010 год.
Компания Paramount приобрела права на показ фильма в Великобритании, Южной Африке, Португалии, Скандинавии и России. До премьеры фильма они также сказали «с нетерпением ждем, как этот фильм примет международная аудитория».
Несмотря на сборы в более 13,5 млн $ в австралийских кассах, фильму «не удалось найти признания от международной аудитории» и заработал в общей сложности почти 3 млн $ во всех остальных странах. То есть 341 995 $ в Великобритании, 1 026 705 $ в Новой Зеландии и 1 002 119 $ в России.
| Австралия    | Новая Зеландия             | Общие сборы     |
| ------------ | -------------------------- | --------------- |
| A$13 468 863 | NZ$ 1 279 688 A$972 255.30 | A$14 441 118.30 |

### Критика
Фильм был средне оценен критиками. На сайте КиноПоиск.ру он получил 64 балла из 100, на основе 44 критиков. Зрители оценили фильм в 5 баллов из 10. Оценивали 4 000 пользователей.

### Награды
| Премия                                          | Категория                      | Номинант                                           | Результат |
| ----------------------------------------------- | ------------------------------ | -------------------------------------------------- | --------- |
| 2010 Inside Film Awards                         | Лучший художественный фильм    |                                                    | Победа    |
| 2010 Inside Film Awards                         | Лучший сценарий                | Стюарт Битти                                       | Победа    |
| 2010 Inside Film Awards                         | Лучшая композиция              |                                                    | Победа    |
| 2010 Inside Film Awards                         | Лучшая актриса                 | Кэтлин Стэйси                                      | Победа    |
| 2010 Australian Screen Sound Guild Sound Awards | Саундтрек года                 |                                                    | Победа    |
| 2010 Australian Screen Sound Guild Sound Awards | Лучшая звукозапись             | Дэвид Ли, Джерри Нусифора, Эмма Бэргэм             | Победа    |
| 52nd Australian Film Institute Awards           | Лучшая экранизация             | Стюарт Битти                                       | Победа    |
| 52nd Australian Film Institute Awards           | Лучший звук                    | Эндрю Плэйн, Дэвид Ли, Гэтин Грэх, Роберт Сулливан | Победа    |
| 52nd Australian Film Institute Awards           | Лучший фильм                   | Эндрю Мейсон, Майкл Боуэн                          | Номинация |
| 52nd Australian Film Institute Awards           | Номинация лучшего юного актёра | Эшли Каммингс                                      | Номинация |
| 52nd Australian Film Institute Awards           | Лучший писатель                | Эндрю Мейсон, Майкл Боуэн                          | Номинация |
| 52nd Australian Film Institute Awards           | Лучший оригинальный сценарий   | Эндрю Мейсон, Майкл Боуэн                          | Номинация |
| 52nd Australian Film Institute Awards           | Лучший монтаж                  | Маркус Ди Арси                                     | Номинация |
| 52nd Australian Film Institute Awards           | Лучший дизайн обстановки       | Роберт Вебб, Михаель Маггэй, Дамин Дрю, Бэв Данн   | Номинация |
| 52nd Australian Film Institute Awards           | Лучшие спецэффекты             | Крис Годфри, Сиджи Эймутис, Дэйв Морели, Тони Кол  | Номинация |
| 19th Film Critics Circle of Australia Awards    | Лучший фильм                   | Лиц Уотс                                           | Номинация |
| 19th Film Critics Circle of Australia Awards    | Лучший режиссёр                | Стюарт Битти                                       | Номинация |
| 19th Film Critics Circle of Australia Awards    | Лучший сценарий                | Стюарт Битти                                       | Номинация |
| 19th Film Critics Circle of Australia Awards    | Лучшая экранизация             | Бэн Нотт                                           | Номинация |
| 19th Film Critics Circle of Australia Awards    | Лучший монтаж                  | Маркус Ди Арси                                     | Номинация |

## Продолжение
В 2016 году вышел в свет телесериал «Вторжение: Битва за рай», у которого тот же сюжет, что и в фильме, но с другими актёрами. Режиссёром выступил Брендан Махер. В актёрский состав вошли: Нарек Армагаян (Гомер), Элисон Белл (Лиз), Сабила Бадд (Рэйчел) и другие.